# Goma
Goma – miasto w Demokratycznej Republice Konga, stolica prowincji Kiwu Północne. Miasto położone jest nad jeziorem Kiwu oraz w sąsiedztwie wulkanu Nyiragongo oraz Parku Narodowego Wirunga. Goma posiada małe lotnisko oraz swój początek ma tutaj droga krajowa nr 2 do Kisangani.
W Bumi prowadzi misję Zjednoczony Kościół Metodystyczny, który liczy 8445 członków w 48 kościołach.

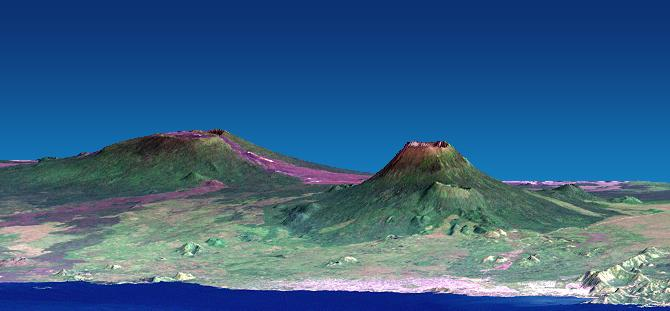
Grafika komputerowa powstała ze zdjęć satelitarnych przedstawiająca wulkany Nyamuragira (na lewo) i Nyiragongo z aglomeracją Goma-Gisenyi na brzegu jeziora Kiwu.

## Współpraca
Miejscowość partnerska:
- Woluwe-Saint-Pierre, Belgia